# 開発コンサルティング
開発コンサルティング（かいはつコンサルティング）は、国家間の開発援助政策、国際的な経済格差対策、発展途上国の貧困解消、海外への技術移転などを支援する分野。
海外における都市開発、鉄道、道路、空港等のインフラ施設に関する分野の他、環境、教育、保健医療、産業振興、公共政策、エネルギー、貧困削減等の分野に関わる。
コンサルタントは、開発コンサルタントと呼ばれる。

## プロジェクトの進め方
コンサルティングを依頼されたコンサルティング会社は、複数の社員を集めプロジェクトを編成して業務を行う。プロジェクトにはコンサルティングを依頼する会社の側から主要メンバーが加わり、コンサルティング会社からは該当する内容の専門家が加わる。
このようにプロジェクト単位で業務を行うという性質上、一般企業のように固定の部署で固定の業務を続けることは少なく、あるプロジェクトが終了した後は、また自社に依頼されている別のプロジェクトへの参加を自主的に決める、といった就業形態を取る。

## 代表企業・団体例
一般社団法人 海外コンサルティング企業協会（ECFA）の会員企業は、以下の通り。※五十音順
建設や農業土木コンサルタント系
- アイコンズ - 建設コンサルティングの他、地場産業振興も
- アジア航測 -
- アルメックVPI - 建設コンサルティングの他、経済・産業政策、環境、社会開発等の分野も
- エイト日本技術開発
- エックス都市研究所
- NJSコンサルタンツ - もとは上水道・下水道に関する建設コンサルタント
- NTCインターナショナル - 農業土木コンサルタントから
- オーピーシー
- オリエンタルコンサルタンツグローバル
- 片平エンジニアリングインターナショナル
- 協和コンサルタンツ
- 建設技研インターナショナル
- 国際航業
- サンコーコンサルタント
- 三祐コンサルタンツ
- システム科学コンサルタンツ - 国内では建設コンサルタントであるが、海外ではその他に開発途上国における保健・医療、教育、職業訓練、農業・水産分野の関連業務も
- 太平洋エンジニアリング
- 大日本コンサルタント
- 地球科学総合研究所 - エネルギー資源の開発や地震防災などを目的とした地中物理探査事業系の建設コンサルタントから
- 中央開発
- 中外テクノス - 調査系の建設コンサルタントから
- TECインターナショナル - 東京設計事務所系
- 電源開発
- 東電設計
- 西日本技術開発
- 日水コン
- 日本空港コンサルタンツ
- 日本工営
- 日本港湾コンサルタント
- 日本水工設計
- 日本テクノ
- ニュージェック
- パセット - 建設コンサルティングの他、地域開発・観光コンサルタントも
- パデコ - 建設コンサルティングの他、経済分析、財務・金融、経済開発も
- 復建調査設計
- ペガサスエンジニアリング
- ポリテック・エイディディ
- 八千代エンジニヤリング
- レックス・インターナショナル

その他
- アイ・シー・ネット - 人材育成事業ビジネスインキュベーショングローバルビジネス支援
- アイテック - 海外の病院経営に関わるコンサルタント業務
- インテムコンサルティング - 人的資源、保健医療や農林水産・産業地域開発からジェンダー主流化、研修受入等まで
- SGSジャパン - 農産物および鉱物の船積前検査サービス、建築確認業務他認証サービス
- NHKアイテック - 放送・通信・情報分野の設計、施工、保守の技術協力
- OPMAC
- 海外貨物検査 - 各種輸出入品貨物の検査サービス提供
- かいはつマネジメント・コンサルティング - 農業・農村開発、制度・組織開発、保健医療、プログラム・プロジェクト評価、復興支援、研修事業、零細企業化支援・マイクロファイナンスなどの地域や人、組織といったソフト系
- カーボンフリーコンサルティング - 省庁や自治体の政策や条例制定に係る企画、調査など、民間企業の省エネコンサルティングやコーズマーケティングなど
- グローバル・グループ21ジャパン - 経済財務分析、経営支援、案件発掘、環境・気候変動、公共セクターマネージメント、民間セクター開発、貧困削減、社会開発、平和構築、組織強化、事業の事後評価等
- コーエイ総合研究所 - 日本工営の経済開発部門
- 国際開発アソシエイツ - 途上国開発援助に関する研究者の情報交換・親睦組織から
- シー・ディー・シー・インターナショナル - 国内外を問わず、各種事業の運営・経営改善のために必要となる技術協力、各種研修、ボランティアや専門家派遣関連まで
- デロイトトーマツファイナンシャルアドバイザリー - 経営戦略、M&AやITアドバイサリーなど多岐にわたる専門サービスを提供
- 日本開発サービス - ODAに係る調査・コンサルティングの他、翻訳・通訳・印刷、及び職業紹介事業など
- 日本開発政策研究所 - 一般社団法人海外コンサルティング企業協会（ECFA）のECFA研究所（英語表記はJDI : Japan Development Institute)から独立民営化した法人
- VSOC - 技術コンサルティング・支援に関する報告提言
- 三菱UFJリサーチ&コンサルティング - シンクタンク
- ユニコ　インターナショナル - 石油化学工業や化学肥料開発分野から、産業開発及びマネジメントコンサルティング、エネルギー・重工業開発や経済・社会インフラ・環境まで
- リロ・パナソニック エクセルインターナショナル - 海外赴任者グローバル人事サポートや海外での企業福利厚生サポート
- ワールド・ビジネス・アソシエイツ - 中小企業診断